# Castillo de Tona
Del antiguo castillo de Tona sólo queda actualmente una torre de defensa asentada directamente sobre la roca. Es de base cuadrada, cubierta con bóveda de cañón, que mide 4.85 x 5.10 m. Altura media exterior de 7,5 m. y espesor de muro de 2,30 m. Se ha dicho que quizá se trataba de una torre de origen romano ya que muy cerca de este lugar pasaba una vía romana que unía la plana de Vich con Barcelona.

## Ubicación
Está situado sobre una colina de cima plana y extensa, junto al casco urbano de la población de Tona en la comarca de Osona. El castillo está emplazado en la punta nororiental. Se domina una extraordinaria panorámica hacia el Macizo del Montseny, Collsuspina y Montanyola.

## Historia del conjunto
La primera noticia histórica del castillo y de la iglesia de San Andrés situada a su lado data del año 889, cuando se consagró la iglesia por el obispo Gotmar de Vich se hace explícito que la iglesia se encontraba en el castillo de Tona. El dominio eminente estaba en manos de los condes de Barcelona y como tal, Ramón Berenguer III, se enfeuda el castillo al conde Bernat de Besalú, casado con su hija Ximena. Pero la falta de hijos del matrimonio hizo que el castillo volviera a manos de la Casa de Barcelona. No se sabe muy bien cuáles fueron los feudatarios del castillo. En un documento del 1073 se menciona Arnau de Tona como vicario y alcalde del castillo de Tona. A partir del siglo XII, los documentos presentan la familia de los Moncada como señores feudales del castillo.
En el año 1202 el rey Pedro II de Aragón proclama a Guillermo de Montcada señor del feudo de Tona.
Al final del mismo siglo el castillo vuelve a manos directas de la Casa de Barcelona. A mediados del siglo XIV, cuando se creó el condado de Osona, Pedro IV de Aragón, el Ceremonioso, cedió la jurisdicción del castillo al vizconde Bernat III de Cabrera, pero este noble cayó pronto en desgracia y el castillo pasó de nuevo a la Corona.
AI principio del siglo XV, el rey Martín I de Aragón, el Humano, concedió un régimen municipal a los habitantes del término del castillo, convirtiéndolos así en ciudadanos de Barcelona. El año 1446 el condestable de Portugal hizo derribar el castillo, ya que era un importante bastión durante la guerra remensa, pero los consejeros de Vich se negaron.